# Coors Field
Coors Field er et baseballstadion i Denver i Colorado, USA, der er hjemmebane for MLB-klubben Colorado Rockies. Stadionet har plads til 50.445 tilskuere, og blev indviet 26. april 1995. Indtil da havde Rockies spillet sine hjemmekampe på det nærliggende Mile High Stadium.